# Ludwików (Bełchatów)
Ludwików – do 1987 część wsi Ludwików. 1 stycznia 1988 włączony do miasta, jako osiedle. Dopiero po roku 2000 zaczęło się ono rozbudować. Na osiedlu stoi budynek dawnej szkoły podstawowej z 1953, a obok w sąsiedztwie szkoły, budynek dawnej Ochotniczej Straży Pożarnej w Ludwikowie.
Od wschodu, tory kolejowe wytyczają granice z osiedlem Zamoście, od północnego wschodu z osiedlem Przytorze, a od północy osiedle Lipy. Blisko osiedla znajduje się wieś Nowy Świat.
1 stycznia 1988 Ludwików (148,61 ha) włączono do Bełchatowa. Pozostała poza miatem część Ludwikowa stanowi klin wrzynający się w głąb miasta.